# Hackelia patens
Hackelia patens är en strävbladig växtart som först beskrevs av Thomas Nuttall, och fick sitt nu gällande namn av Ivan Murray Johnston. Hackelia patens ingår i släktet Hackelia och familjen strävbladiga växter. Utöver nominatformen finns också underarten H. p. harrisonii.